# Фактор переноса
Фактор переноса (англ. Transfer factor, транскрипция: трансфер-фактор) — молекулы, отвечающие за передачу информации между иммунными клетками организма. Они продуцируются сенсибилизированными лимфоцитами под влиянием специфического антигена. Фактор переноса открыт в 1949 году Генри Шервудом Лоуренсом.
При введении трансфер-фактора можно передать интактному реципиенту опосредованный клетками иммунитет (повышенную чувствительность замедленного типа) к соответствующему антигену.
Фактор переноса относится к цитокинам, предположительно имеет белковую природу, его длина до 44 аминокислот, молекулярная масса от 3 500 до 10 000 дальтон.
Фактор переноса может использоваться в качестве адъювантной терапии при нескольких заболеваниях.
Американская компания 4Life выпустила ряд БАД под маркой трансфер-фактор. Обоснованность использования научного термина, а также безопасность и эффективность таких БАД не доказана, и они запрещены в некоторых странах, в частности, в США. 

## Общее описание
В 1940-е годы Генри Лоуренс обнаружил, что лиофилизат лимфоцитов способен передать иммунную реакцию на туберкулин организму, ранее не встречавшемуся с возбудителем туберкулёза, предположил, что в нём содержится неизвестное вещество и назвал его «фактор переноса» (англ. transfer factor). В дальнейшем это гипотетическое вещество было признано важным участником механизма иммунитета.
Лоуренс обнаружил, что иммунная реакция, переносимая с помощью препаратов фактора переноса, длится более года. Возможное объяснение настолько длительного эффекта — иммунитет, приобретенный во время эксперимента. В других экспериментах также проявился длительный эффект, но из-за чрезмерно сложного состава факторов роста такой результат мог быть вызван перекрестной реакцией с другими антигенами, повсеместно встречающимися в природе.
В медицинской литературе опубликованы сообщения о случаях усиления синтеза IgG под действием факторов переноса. Однако описанный эффект не подтверждён ни в медицинских, ни в ветеринарных исследованиях, посвящённых проверке таких сообщений.
В экспериментах с участием иммунодефицитных пациентов у препаратов с активностью фактора переноса обнаружена способность повышать неспецифическую иммунную реактивность, что даёт возможность использовать их в некоторых клинических ситуациях, когда у пациента повреждена иммунная система.
У препаратов с активностью фактора переноса их влияние на Т-лимфоциты сильно варьируется. Результаты экспериментов in vivo неоднозначны, их диапазон — от усиления до подавления иммунной реакции.

### Физико-химические свойства препарата с активностью фактора переноса
Фактор переноса проходит через фильтры для молекул 15 кД, устойчив при температуре минус 20 ℃, инактивируется при 56 ℃ в течение 30 мин, устойчив к воздействию трипсина, ДНК-азы и РНК-азы, инактивируется проназой.

## История
Термин «трансфер-фактор» (фактор переноса) предложил Лоренс, который впервые в 1948 году установил возможность переноса гиперчувствительности замедленного типа к туберкулину и М-антигену стрептококка у практически здоровых людей с помощью лизата лейкоцитов крови доноров, сенсибилизированных этими субстанциями. Было доказано, что диализируемая фракция экстракта лимфоцитов от сенсибилизированных к туберкулину доноров при введении туберкулиноотрицательному реципиенту превращает его в туберкулиноположительного индивидуума. Лимфоциты такого индивидуума подвергаются бластотрансформации под влиянием туберкулина, то есть ведут себя как сенсибилизированные.
В результате ранних исследований было определено, что в препарате с активностью фактора переноса присутствуют полипептиды, полинуклеотиды и рибоза. Присутствующая в препарате РНК, вероятно, связана с пептидами.
В 1974—1976 годах в препаратах с активностью фактора переноса обнаружены гипоксантин, урацил, хемотаксические факторы, аскорбат, серотонин, никотинамид и Ia-подобные молекулы. (Иммунологическая активность гипоксантину не свойственна. Аскорбат и серотонин повышают уровень внутриклеточного ц-ГМФ. Никотинамид в тестах in vitro ингибировал Т-клеточную реактивность. Комплекс Ia-антиген участвует в запуске функций Т-клеток).
Позднее установлено, что препараты с активностью фактора переноса не содержат альбумина, также они не содержат иммуноглобулиновых фрагментов.

## Структура
Структура трансфер-фактора остается неизвестной, чувствительность к некоторым протеолитическим ферментам (см. Гидролазы) и РНК-азе, расщепляющей двухцепочечную РНК), свидетельствует о его нуклеопротеиодной природе. Трансфер-факторы не связаны с трансплантационными антигенами, диализуемы, устойчивы к лиофилизации и действию панкреатической РНК-азы. Имеется обоснованное мнение, что трансфер-фактор представляет собой молекулы двухспиральной РНК, которые устойчивы к действию РНК-азы. Это позволяет сделать выводы, что трансфер-фактор представляет собой информационную молекулу или дерепрессор. После введения трансфер-фактора повышенная чувствительность замедленного типа у людей может сохраняться в течение нескольких месяцев или лет, у животных — в течение нескольких недель или месяцев.
Препараты с активностью фактора переноса содержат полипептиды, РНК и другие полинуклеотиды, гипоксантин, урацил, хемотаксические факторы, аскорбат натрия, серотонин, никотинамид, Ia-подобные молекулы.
Остаётся неизвестным, какие компоненты препарата оказывают воздействие на Т-лимфоциты. Поскольку препарат устойчив к РНК-азе, нет доказательств необходимости присутствия РНК в препарате для проявления его активности как фактора переноса.

## Производство
До конца 1980-х годов выработка факторов переноса была возможна только из человеческой крови. Данная процедура являлась слишком дорогостоящей для того, чтобы начать выработку трансфер-факторов в промышленных масштабах. В 1989 году запатентован способ выработки трансфер-факторов из молозива коров и желтков куриных яиц методом ультрамембранной фильтрации.

## БАД «Трансфер-фактор»
На рынке БАД имеются товары марки «Трансфер-фактор» (англ. Transfer factor), выпускаемые американской компанией 4Life и позиционированные производителем как лечебный препарат. FDA c 1989 года предупреждает потребителей, что это БАД, и не рекомендует их к применению в качестве лекарств. Продукция этой марки распространяется методами многоуровневого маркетинга. В 2004 году на сайте компании это средство позиционировалось как препарат для лечения метаболических и эндокринных нарушений. FDA регулирует трансфер-факторы как БАД и опубликовало предупреждение о том, что их эффективность или безопасность при лечении каких-либо заболеваний не доказана, а также о том, что лицензии на регистрацию трансфер-фактора в виде лекарства не выдавались.